# 香芹酚
香芹酚（英語： 或 ）是一种单萜类有机化合物，分子式为C6H3(CH3)(OH)C3H7，具有牛至特有的辛辣、温暖的气味。